# Alfredo Vito
Alfredo Vito (Napoli, 16 aprile 1946) è un politico italiano.

## Biografia
Laureato in economia e commercio ed ex consulente aziendale. Esponente della Democrazia Cristiana. Entra alla Camera dei deputati nelle liste della DC con oltre 100.000 preferenze al termine delle elezioni politiche del 1987. Viene confermato anche dopo le elezioni del 1992. Il 18 marzo 1993 la Camera concede l'autorizzazione a procedere per voto di scambio nei suoi confronti: l'8 aprile dello stesso anno i giudici napoletani lo accusano di rapporti con la criminalità organizzata. Nell'udienza preliminare dal GIP del Tribunale di Napoli, viene prosciolto con formula piena. L'11 dicembre 1993 concorda, con patteggiamento, una pena di due anni, con sospensiva della stessa, che viene poi cancellata cinque anni dopo a chiusura di sei vicende giudiziarie, relative a reati contro la pubblica Amministrazione. Decade quindi da parlamentare. Offre poi volontariamente, senza alcuna richiesta dell'Amministrazione Giudiziaria, 5 miliardi di lire al Comune di Napoli, che li accetta per interventi in campo sociale.
Torna in politica nel 1997 con Rinascita della Democrazia Cristiana. Dal 2000 fa parte del Partito Democratico Cristiano, con il quale nel 2001 confluisce in Forza Italia, venendo eletto alle elezioni politiche del 2001 e poi nuovamente a quelle del 2006, con il sistema proporzionale nella circoscrizione XX (Campania 2).